# Operación Luna
Operación Luna (llamado Opération Lune en francés y Dark Side of the Moon en inglés) es un falso documental o documental-ficción del canal televisivo francés ARTE France, rodado en el año 2002, con una duración de 52 minutos y dirigido por el director francotunecino William Karel.

## Sobre el documental
En el documental se especula con la posibilidad de que las imágenes de la llegada del hombre a la Luna por parte del Apolo 11 constituyeran un monumental engaño encargado por el entonces presidente Richard Nixon, sugiriendo que habrían sido rodadas en un estudio por Stanley Kubrick, quien por entonces rodaba 2001: Odisea del espacio. Enmascarado en un documental serio, en realidad, se trata de una sátira contra las teorías de la conspiración y de una brillante reflexión acerca de la credibilidad de los medios de comunicación, usando ideas delirantes y cómicas, cuya falsedad se puede comprobar fácilmente. 
Para dar credibilidad, el director Karel incluyó entrevistas a personalidades como los secretarios de Defensa y Estado Donald Rumsfeld y Henry Kissinger, el entonces director de la CIA Richard Helms, el astronauta Buzz Aldrin, Alexander Haig y la propia viuda del director, Christiane Kubrick. No obstante, esas entrevistas fueron sacadas de contexto o se hicieron con preguntas vagas (a los entrevistados se les dijo que el documental era sobre el escándalo Watergate). Al final del documental se aclara que todo fue una broma y se ven tomas falsas en las que muestran riéndose a los participantes. También contribuyó el ser rodado y emitido por el canal especializado en documentales ARTE.
Como guiño a los seguidores de Kubrick, algunos personajes tienen nombres de personajes de filmes suyos, como Dimitri Muffley, suma de los nombres de los presidentes ruso y estadounidense en Dr. Strangelove or: How I Learned to Stop Worrying and Love the Bomb, David Bowman, de 2001: Odisea del espacio, Jack Torrance de El resplandor; aparte de dos referencias a personajes de North by Northwest de Hitchcock, Eve Kendall y George Kaplan, y otra a El hombre que sabía demasiado (Ambrose Chapel). Otro personaje se llama W.A. Koenigsberg, una «construcción» entre las iniciales de Woody Allen (W.A.) y su nombre real, Allen Stewart Koenigsberg.

Su primera emisión fue el 1 de abril de 2004, día de los inocentes en Francia. También ha sido emitido en otros países en el día de los inocentes locales.

## Parodias
El periodista y comunicador español Jordi Évole tomo como base esta película para crear un falso documental sobre el 23F, bajo el título Operación Palace, en el que se afirmaba que el intento de golpe de Estado del 23 de febrero de 1981, llevado a cabo por el teniente coronel Antonio Tejero, fue una conspiración orquestada desde La Moncloa en el hotel Palace, sito en  Madrid. El falso documental de Evole usa similares trucos, siendo en este el cineasta José Luis Garci el trasunto de Stanley Kubrick, y contando con testimonios (falsos, obviamente) de algunos de los periodistas que cubrieron el acontecimiento en 1981. La emisión del falso documental fue muy polémica en el momento de su estreno.